# جان هاربور
جان هاربور (بالإنجليزية: Jean Harbor) هو لاعب كرة قدم نيجيري وأمريكي في مركز الهجوم، ولد في 19 سبتمبر 1965 في لاغوس في نيجيريا. شارك مع منتخب الولايات المتحدة لكرة القدم. أما مع النوادي، فقد لعب مع إمباكت مونتريال وإينوغو رينجرز وتامبا باي راوديز وكولورادو رابيدز.

## وصلات خارجية
- جان هاربور على موقع الاتحاد الدولي (مؤرشف)  (الإنجليزية)
- جان هاربور على موقع الدوري الأمريكي (الإنجليزية)
- جان هاربور على موقع قاعدة بيانات كرة القدم.إي يو (الإنجليزية)
- جان هاربور على موقع ناشيونال فوتبول تيمز (الإنجليزية)